# Campeonato Mundial de Curling Masculino de 2020
El XX Campeonato Mundial de Curling Masculino se iba a celebrar en Glasgow (Reino Unido) entre el 28 de marzo y el 5 de abril de 2020 bajo la organización de la Federación Mundial de Curling (WCF) y la Federación Escocesa de Curling. Pero debido a la pandemia de COVID-19 el evento fue cancelado.